# 1998 en Norvège
Chronologie de la Norvège
- 1994
- 1995
- 1996
- 1997
- 1998
- 1999
- 2000
- 2001
- 2002

Cet article présente les faits marquants de l'année 1998 en Norvège ou relatifs à la Norvège.

## Gouvernance
- Harald V est roi de Norvège.
- Kjell Magne Bondevik est le chef du gouvernement.

## Sport
- L’équipe de Norvège de football participe à la Coupe du monde de football de 1998 organisée en France du 10 juin au 12 juillet 1998. C'est la troisième participation du pays dans la compétition.
- La Norvège participe aux Jeux olympiques d'hiver de 1998, organisés à Nagano au Japon. C'est sa dix-huitième participation aux Jeux olympiques d'hiver après sa présence à toutes les éditions précédentes. La délégation norvégienne, formée de 76 athlètes (49 hommes et 27 femmes), obtient vingt-cinq médailles (dix d'or, dix d'argent et cinq de bronze) et se classe au deuxième rang du tableau des médailles[1].
- La saison 1998 du Championnat de Norvège de football était la 36e édition de la première division norvégienne à poule unique, la Tippeligaen. Les 14 clubs de l'élite jouent les uns contre les autres lors de rencontres disputées en matchs aller et retour.

## Culture
- Bloody Angels (1732 Høtten), film norvégien réalisé par Karin Julsrud, sorti en 1998.
- Junk Mail (Budbringeren), ou Le Messager au Québec, film norvégien réalisé par Pål Sletaune, sorti en 1997.
- Vivre au paradis, film réalisé par Bourlem Guerdjou, sorti en 1998.
- West Beyrouth, film norvégo- belgo-libano-français réalisé par Ziad Doueiri et sorti en 1998.

## Naissances
- Naissance en Norvège en 1998

## Décès
- Décès en Norvège en 1998